# Bigos
Bigos (phát âm tiếng Ba Lan: [ˈbʲiɡɔs] Bee-goss; tiếng Belarus: бігас, bihas, hay бігус, bihus, tiếng Litva: bigusas) là một món hầm có xuất xứ từ Ba Lan, xuất hiện lần đầu thế kỉ 17. Nó là sự kết hợp của dưa cải Đức, bắp cải, khoai tây, nấm và các loại thịt khác nhau, trong đó thịt lợn là phổ biến hơn cả, cùng thịt hun khói và xúc xích truyền thống của Ba Lan, nhưng ngày nay bigos cũng có thể chứa thịt hoang dã hoặc vịt. Hương liệu chế biến đi kèm có tỏi, hành tây, lá nguyệt quế. Quá trình xỏ lỗ mất hai đến bốn ngày khi được chuẩn bị theo truyền thống Ba Lan và cho hương vị của từng thành phần đủ thời gian để trộn lẫn với nhau. Bigos thường được phục vụ vào đêm vọng Giáng sinh ở Ba Lan. Bigos còn được biết đến với tên gọi "Thức ăn của những người thợ săn" bởi đây luôn là món ăn được thợ săn chuẩn bị và mang đi trước các chuyến đi săn lâu khỏi gia đình. Đây cũng là món ăn truyền thống trong ẩm thực phía tây Belarus và Litva, vì những vùng này từng là một phần của Khối thịnh vượng chung Ba Lan-Litva.